# لالا (موقع ويب)
لالا هو موقع الكتروني عبارة عن متجر موسيقى اون لاين. والموقع انشاءه bill nguyen. استحوذت عليه شركة أبل في 4 ديسمبر 2009 حيث أعلنت الشركة أن الموقع سيتوقف، وبعدها في سنة 2010 توقف الموقع.

## وصلات خارجية
- الموقع الرسمي